# Slide It In
Slide It In – szósty album muzyczny grupy rockowej Whitesnake wydany w lutym 1984 roku.

## Lista utworów

### wydanie brytyjskie
1. „Gambler” – 3:57
2. „Slide It In” (Coverdale) – 3:20
3. „Standing in the Shadow” (Coverdale) – 3:32
4. „Give Me More Time” – 3:41
5. „Love Ain’t No Stranger” – 4:13
6. „Slow an' Easy” (Coverdale, Micky Moody) – 6:09
7. „Spit It Out” – 4:11
8. „All or Nothing” – 3:34
9. „Hungry for Love” (Coverdale) – 3:57
10. „Guilty of Love” (Coverdale) – 3:18
11. „Need Your Love So Bad” (Little Willie John) – 3:14 (utwór dodatkowy)

### wydanie amerykańskie
1. „Slide It In” (Coverdale) – 3:20
2. „Slow an' Easy” (Coverdale, Moody) – 6:08
3. „Love Ain’t No Stranger” – 4:18
4. „All or Nothing” – 3:40
5. „Gambler” – 3:58
6. „Guilty of Love” (Coverdale) – 3:24
7. „Hungry for Love” (Coverdale) – 3:28
8. „Give Me More Time” – 3:42
9. „Spit It Out” – 4:26
10. „Standing in the Shadow” (Coverdale) – 3:42

## Single
- „Love Ain’t No Stranger”
- „Slow an' Easy”
- „Guilty of Love”
- „Standing in the Shadow”
- „Gambler”

## Twórcy
- David Coverdale – wokal, perkusja, pianino
- Micky Moody – gitara
- Bernie Marsden – gitara
- Mel Galley – gitara
- John Sykes – gitara (tylko wydaniu amerykańskim)
- Colin Hodgkinson – bas (tylko wydaniu brytyjskim)
- Neil Murray – bas (tylko wydaniu amerykańskim)
- Jon Lord – keyboard
- Cozy Powell – perkusja

## Certyfikaty i sprzedaż
| Kraj                     | Certyfikat         | Sprzedaż   |
| ------------------------ | ------------------ | ---------- |
| Japonia (RIAJ)           | złota płyta        | 100 000+   |
| Stany Zjednoczone (RIAA) | 2x platynowa płyta | 2 000 000+ |
| Szwecja (GLF)            | złota płyta        | 50 000+    |